# Yellow Dog Records
Yellow Dog Records is een onafhankelijk Amerikaans platenlabel, waarop blues, jazz, soul en Americana uitkomt. Het werd in 2002 opgericht door Mike Powers met de bedoeling onafhankelijke musici te ondersteunen. Het label is vernoemd naar de bijnaam van de Yazoo and Mississippi Valley Railroad, 'Yellow Dog Railroad', een spoorlijn die dwars door het hart van de Mississippi-delta liep en een aantal vroege bluessongs heeft geïnspireerd, onder meer van W.C. Handy, Bessie Smith en Big Bill Broonzy. Verschillende artiesten die op het label uitkomen, hebben een prijs voor hun werk gekregen of zijn onderscheiden: Eden Brent (waaronder twee Blues Music Awards), Fiona Boyes en Terry Robb. Andere musici op het label zijn onder meer Asylum Street Spankers, The Soul of John Black, The Bo-Keys, Big Joe Duskin, Mark Lemhouse en Calvin Newborn. Het label is gevestigd in Memphis.